# Обединен световен колеж Дилиджан
Обединеният световен колеж Дилиджан (още Международно училище Дилиджан, на арменски: Դիլիջանի միջազգային դպրոց, Dilijani mijazgayin dprots) е едно от четиринадесетте колежа в мрежата на Обединени световни колежи (на английски: United World Colleges) и първият международен пансионат в Армения, Дилиджан, с обучаеми от повече от 40 различни страни. През септември 2014 година приема първия випуск от 96 IB1 студенти. Планирано е да достигне пълния си капацитет от 650 студенти през 2023 година.
Мисията на мрежата на ОСК (UWC) и на Обединения световен колеж Дилиджан е „да направи обучението сила, която обединява хората, народите и културите за мирно и устойчиво бъдеще“. Колежът е частично разположен на територията на Националния парк Дилиджан.

## Галерия
- Главният вход на академичното здание
- В главната сграда
- Общежитията на брега на реката

|  | Тази страница частично или изцяло представлява превод на страницата United_World_College_Dilijan в Уикипедия на английски. Оригиналният текст, както и този превод, са защитени от Лиценза „Криейтив Комънс – Признание – Споделяне на споделеното“, а за съдържание, създадено преди юни 2009 година – от Лиценза за свободна документация на ГНУ. Прегледайте историята на редакциите на оригиналната страница, както и на преводната страница, за да видите списъка на съавторите. ВАЖНО: Този шаблон се отнася единствено до авторските права върху съдържанието на статията. Добавянето му не отменя изискването да се посочват конкретни източници на твърденията, които да бъдат благонадеждни. |